# Koceila Mammeri
Koceila Julien Mammeri (arabisch كسيلة جوليان معمري; * 23. Februar 1999 in Chambéry) ist ein algerischer Badmintonspieler. 

## Karriere
Koceila Mammeri siegte 2022 und 2025 bei den Afrikameisterschaften, 2023 bei den Panarabischen Spielen. 2024 startete er bei den Olympischen Spielen in Paris. Im  Mixed schied er dabei gemeinsam mit Tanina Mammeri schon in der Vorrunde aus.

## Erfolge

### Afrikaspiele
Herrendoppel
| Jahr | Ort                                  | Partner            | Gegner                                 | Ergebnis    | Resultat |
| ---- | ------------------------------------ | ------------------ | -------------------------------------- | ----------- | -------- |
| 2023 | Borteyman-Sportkomplex, Accra, Ghana | Youcef Sabri Medel | Godwin Olofua Anuoluwapo Juwon Opeyori | 21–6, 21–15 | Gold     |

Mixed
| Jahr | Ort                                                 | Partner        | Gegner                        | Ergebnis     | Resultat |
| ---- | --------------------------------------------------- | -------------- | ----------------------------- | ------------ | -------- |
| 2019 | Ain Chock Indoor Sports Center, Casablanca, Morocco | Linda Mazri    | Adham Hatem Elgamal Doha Hany | 21–19, 21–16 | Gold     |
| 2023 | Borteyman-Sportkomplex, Accra, Ghana                | Tanina Mammeri | Adham Hatem Elgamal Doha Hany | 21–11, 21–15 | Gold     |

### Afrikameisterschaften
Herrendoppel
| Jahr | Ort                                                | Partner            | Gegner                                 | Ergebnis            | Resultat |
| ---- | -------------------------------------------------- | ------------------ | -------------------------------------- | ------------------- | -------- |
| 2017 | John Barrable Hall, Benoni, Südafrika              | Youcef Sabri Medel | Andries Malan James Hilton Mcmanus     | 13–21, 21–19, 21–9  | Gold     |
| 2018 | Salle OMS Harcha Hacéne, Algier, Algerien          | Youcef Sabri Medel | Mohamed Abderrahime Belarbi Adel Hamek | 18–21, 22–20, 18–21 | Silber   |
| 2019 | Alfred Diete-Spiff Centre, Port Harcourt, Nigeria  | Youcef Sabri Medel | Joseph Abah Eneojo Isaac Minaphee      | 21–18, 21–17        | Gold     |
| 2020 | Cairo Stadium Hall 2, Kairo, Ägypten               | Youcef Sabri Medel | Aatish Lubah Georges Paul              | 19–21, 21–14, 24–22 | Gold     |
| 2021 | MTN Arena, Kampala, Uganda                         | Youcef Sabri Medel | Abdelrahman Abdelhakim Ahmed Salah     | 21–16, 21–13        | Gold     |
| 2022 | Lugogo Arena, Kampala, Uganda                      | Youcef Sabri Medel | Adham Hatem Elgamal Ahmed Salah        | 21–23, 21–19, 21–18 | Gold     |
| 2023 | John Barrable Hall, Benoni, Südafrika              | Youcef Sabri Medel | Jarred Elliott Robert Summers          | 21–12, 18–21, 19–21 | Bronze   |
| 2024 | Cairo Stadium Indoor Halls Complex, Kairo, Ägypten | Youcef Sabri Medel | Nusa Momoh Godwin Olofua               | 21–12, 21–8         | Gold     |

Mixed
| Jahr | Ort                                                | Partner        | Gegner                        | Ergebnis            | Resultat |
| ---- | -------------------------------------------------- | -------------- | ----------------------------- | ------------------- | -------- |
| 2018 | Salle OMS Harcha Hacéne, Algier, Algerien          | Linda Mazri    | Joseph Abah Eneojo Peace Orji | 21–17, 15–21, 21–12 | Gold     |
| 2019 | Alfred Diete-Spiff Centre, Port Harcourt, Nigeria  | Linda Mazri    | Enejoh Abah Peace Orji        | 15–21, 21–16, 21–18 | Gold     |
| 2020 | Cairo Stadium Hall 2, Kairo, Ägypten               | Linda Mazri    | Adham Hatem Elgamal Doha Hany | 13–21, 21–18, 19–21 | Silber   |
| 2021 | MTN Arena, Kampala, Uganda                         | Tanina Mammeri | Adham Hatem Elgamal Doha Hany | 21–10, 21–7         | Gold     |
| 2022 | Lugogo Arena, Kampala, Uganda                      | Tanina Mammeri | Jarred Elliott Amy Ackerman   | 21–13, 21–14        | Gold     |
| 2023 | John Barrable Hall, Benoni, Südafrika              | Tanina Mammeri | Adham Hatem Elgamal Doha Hany | 21–15, 21–13        | Gold     |
| 2024 | Cairo Stadium Indoor Halls Complex, Kairo, Ägypten | Tanina Mammeri | Adham Hatem Elgamal Doha Hany | 21–23, 21–16, 21–11 | Gold     |

### Mittelmeerspiele
Herrendoppel
| Jahr | Ort                                                 | Partner            | Gegner                            | Ergebnis            | Resultat |
| ---- | --------------------------------------------------- | ------------------ | --------------------------------- | ------------------- | -------- |
| 2022 | Multipurpose Omnisports Hall, Oued Tlélat, Algerien | Youcef Sabri Medel | Pablo Abián Luís Enrique Peñalver | 14–21, 21–19, 21–16 | Gold     |

### BWF International Challenge/Series
Herrendoppel
| Jahr | Wettbewerb                 | Partner            | Gegner                                     | Ergebnis            | Resultat |
| ---- | -------------------------- | ------------------ | ------------------------------------------ | ------------------- | -------- |
| 2019 | Kenya International        | Youcef Sabri Medel | Aatish Lubah Georges Paul                  | 14–21, 22–20, 21–18 | Sieger   |
| 2019 | Egypt International        | Youcef Sabri Medel | Paweł Pietryja Jan Rudziński               | 21–19, 24–22        | Sieger   |
| 2019 | Algeria International      | Youcef Sabri Medel | Paweł Pietryja Jan Rudziński               | 21–16, 21–16        | Sieger   |
| 2019 | Zambia International       | Youcef Sabri Medel | Adham Hatem Elgamal Ahmed Salah            | 22–20, 19–21, 14–21 | Finalist |
| 2019 | South Africa International | Youcef Sabri Medel | Adham Hatem Elgamal Ahmed Salah            | 21–17, 21–17        | Sieger   |
| 2021 | Peru International         | Youcef Sabri Medel | Aníbal Marroquín Jonathan Solís            | 21–18, 21–15        | Sieger   |
| 2023 | Brazil International       | Youcef Sabri Medel | Fabrício Farias Davi Silva                 | 21–16, 21–18        | Sieger   |
| 2023 | Cameroon International     | Youcef Sabri Medel | P. S. Ravikrishna Sankar Prasad Udayakumar | 12–21, 19–21        | Finalist |
| 2023 | Lagos International        | Youcef Sabri Medel | P. S. Ravikrishna Sankar Prasad Udayakumar | 15–21, 14–21        | Finalist |
| 2023 | Algeria International      | Youcef Sabri Medel | Mohamed Abderrahime Belarbi Adel Hamek     | 21–13, 27–25        | Sieger   |
| 2023 | Guatemala International    | Youcef Sabri Medel | Job Castillo Luis Montoya                  | 18–21, 17–21        | Finalist |
| 2023 | Zambia International       | Youcef Sabri Medel | Keane Chok Andy Kok                        | 21–11, 15–21, 21–13 | Sieger   |
| 2024 | Egypt International        | Youcef Sabri Medel | Kittisak Namdash Samatcha Tovannakasem     | 21–13, 18–21, 13–21 | Finalist |
| 2024 | Algeria International      | Youcef Sabri Medel | Nithin H. V. Venkata Harsha Veeramreddy    | 11–21, 21–9, 23–21  | Sieger   |

Mixed
| Jahr | Wettbewerb                  | Partner        | Gegner                                        | Ergebnis            | Resultat |
| ---- | --------------------------- | -------------- | --------------------------------------------- | ------------------- | -------- |
| 2022 | Uganda International        | Tanina Mammeri | Senthil Vel Govindarasu Venosha Radhakrishnan | 19–21, 21–18, 22–20 | Sieger   |
| 2022 | Maldives International      | Tanina Mammeri | Rohan Kapoor Siki Reddy                       | 16–21, 18–21        | Finalist |
| 2023 | Santo Domingo International | Tanina Mammeri | Luis Montoya Miriam Rodríguez                 | 21–13, 21–19        | Sieger   |
| 2023 | Mauritius International     | Tanina Mammeri | Hariharan Amsakarunan Varshini Viswanath Sri  | 16–21, 17–21        | Finalist |
| 2023 | Réunion Open                | Tanina Mammeri | Hariharan Amsakarunan Varshini Viswanath Sri  | 21–19, 21–14        | Sieger   |
| 2023 | Brazil International        | Tanina Mammeri | Davi Silva Sânia Lima                         | 12–21, 15–21        | Finalist |
| 2023 | Cameroon International      | Tanina Mammeri | Miha Ivančič Petra Polanc                     | 21–17, 21–17        | Sieger   |
| 2023 | Uganda International        | Tanina Mammeri | Caden Kakora Johanita Scholtz                 | 21–17, 21–18        | Sieger   |
| 2023 | Egypt International         | Tanina Mammeri | Jones Ralfy Jansen Julia Meyer                | 19–21, 18–21        | Finalist |
| 2023 | Algeria International       | Tanina Mammeri | Hugo Chanthakesone Leila Zarrouk              | 21–12, 21–6         | Sieger   |
| 2023 | Guatemala International     | Tanina Mammeri | Luis Montoya Miriam Rodríguez                 | 21–17, 16–21, 21–19 | Sieger   |
| 2023 | Zambia International        | Tanina Mammeri | Melvin Appiah Vilina Appiah                   | 21–5, 21–13         | Sieger   |
| 2024 | Egypt International         | Tanina Mammeri | Bokka Navaneeth Ritika Thaker                 | 23–21, 21–17        | Sieger   |
| 2024 | Algeria International       | Tanina Mammeri | Bruno Carvalho Mariana Paiva                  | 21–17, 21–11        | Sieger   |